# Федоровські
Федоровські (пол. Fedorowski, рос. Федоровские) — український шляхетський, пізніше також старшинський, а потім дворянський рід.

## Походження
Рід являє собою нащадків Федора Федоровського, жителя Кролевецького (XVII ст.).

## Опис герба
В червоному стенчатому полі срібний зубчастий пасок.
Нашоломник: виникаючий воїн без рук в синьому одязі та білому ковпаку між двох крил.